# 1976年全米オープン (テニス)
1976年 全米オープン（1976ねんぜんべいオープン、US Open 1976 ）は、アメリカ・ニューヨーク市クイーンズ区フォレストヒルズにある「ウエストサイド・テニスクラブ」にて、1976年9月1日から12日にかけて開催された。

## 大会の流れ
- 男子シングルスは「128名」の選手による通常の7回戦制で行われた。シード選手は16名。
- 女子シングルスは「96名」の選手による7回戦制で行われ、32名の選手は「1回戦不戦勝」（抽選表では“Bye”と表示）があった。シード選手は16名。シード選手でも、1回戦から出場した人と、2回戦から登場した人がいる。2回戦から登場した選手が初戦敗退の場合は「2回戦＝初戦」と表記する。
- コートのサーフェス（表面）は、クレーコート（緑土、グリーンクレー、アメリカンクレー）で実施された。

## シード選手

### 男子シングルス
1. ジミー・コナーズ　（優勝、2年ぶり2度目）
2. ビョルン・ボルグ　（準優勝）
3. ギリェルモ・ビラス　（ベスト4）
4. アドリアーノ・パナッタ　（2回戦）
5. イリ・ナスターゼ　（ベスト4）
6. マニュエル・オランテス　（ベスト8）
7. アーサー・アッシュ　（2回戦）
8. ラウル・ラミレス　（2回戦）
9. エディ・ディッブス　（ベスト8）
10. ハロルド・ソロモン　（1回戦）
11. ロスコー・タナー　（4回戦）
12. スタン・スミス　（4回戦）
13. コラド・バラツッティ　（2回戦）
14. ヴォイチェフ・フィバク　（1回戦）
15. ブライアン・ゴットフリート　（4回戦）
16. ビタス・ゲルレイティス　（4回戦）

### 女子シングルス
1. クリス・エバート　（優勝、大会2連覇）
2. イボンヌ・グーラゴング・コーリー　（準優勝）
3. マルチナ・ナブラチロワ　（1回戦）
4. バージニア・ウェード　（2回戦）
5. ナンシー・リッチー　（2回戦）
6. ロージー・カザルス　（ベスト8）
7. ケリー・レイド　（2回戦）
8. オルガ・モロゾワ　（3回戦）
9. スー・バーカー　（4回戦）
10. ダイアン・フロムホルツ　（ベスト4）
11. モナ・ゲラント　（1回戦）
12. フランソワーズ・デュール　（4回戦）
13. ナターシャ・クミレワ　（ベスト8）
14. キャリー・メイヤー　（1回戦）
15. テリー・ホラデイ　（4回戦）
16. ベティ・ストーブ　（1回戦）

## 大会経過

### 男子シングルス
準々決勝
- ジミー・コナーズ vs.  ヤン・コデシュ　7-5, 6-3, 6-1
- ギリェルモ・ビラス vs.  エディ・ディッブス　6-1, 2-6, 7-6, 7-6
- イリ・ナスターゼ vs.  ディック・ストックトン　4-6, 6-4, 6-2, 6-3
- ビョルン・ボルグ vs.  マニュエル・オランテス　4-6, 6-0, 6-2, 5-7, 6-4

準決勝
- ジミー・コナーズ vs.  ギリェルモ・ビラス　6-4, 6-2, 6-1
- ビョルン・ボルグ vs.  イリ・ナスターゼ　6-3, 6-3, 6-4

### 女子シングルス
準々決勝
- クリス・エバート vs.  ナターシャ・クミレワ　6-1, 6-2
- ミマ・ヤウソベッツ vs.  バージニア・ルジッチ　6-2, 6-1
- ダイアン・フロムホルツ vs.  ゼンダ・リース　6-1, 6-3
- イボンヌ・グーラゴング・コーリー vs.  ロージー・カザルス　6-1, 6-2

準決勝
- クリス・エバート vs.  ミマ・ヤウソベッツ　6-3, 6-1
- イボンヌ・グーラゴング・コーリー vs.  ダイアン・フロムホルツ　7-6, 6-0

## 決勝戦の結果
- 男子シングルス： ジミー・コナーズ vs.  ビョルン・ボルグ　6-4, 3-6, 7-6, 6-4
- 女子シングルス： クリス・エバート vs.  イボンヌ・グーラゴング・コーリー　6-3, 6-0
- 男子ダブルス： トム・オッカー＆ マーティー・リーセン vs.  ポール・クロンク＆ クリフ・レッチャー　6-4, 6-4
- 女子ダブルス： リンキー・ボショフ＆ イラナ・クロス vs.  バージニア・ウェード＆ オルガ・モロゾワ　6-1, 6-4
- 混合ダブルス： フィル・デント＆ ビリー・ジーン・キング vs.  フルー・マクミラン＆ ベティ・ストーブ　3-6, 6-2, 7-5